# Harpidiaceae
Harpidiaceae es una pequeña familia de hongos formadores de líquenes, que contiene dos géneros y cinco especies. Es de clasificación incierta en Pezizomycotina.

## Taxonomía
Harpidiaceae fue propuesta informalmente por primera vez por Antonín Vězda en 1974 para contener el género Harpidium, que señaló que 'es un género extremadamente aislado, sin relación con las Lecanoraceae. Debe reconocerse como una familia monotípica separada'. Fue publicado formalmente en 1984 por Josef Hafellner, junto con varias otras familias caracterizadas principalmente por diferencias en las reacciones amiloides de las estructuras de sus ascos. En 1988, Aino Henssen y sus colegas publicaron los resultados de un estudio de los talos, apotecios y picnidios de los géneros Harpidium y Euopsis, y concluyeron que correspondían al género Pyrenopsis y otros géneros de las Lichinaceae (orden Lichinales, clase Lichinomycetes). Con esto, justificaron la inclusión de Harpidium y Euopsis en las Lichinaceae, y modificaron la circunscripción de esa familia para incluir especies con ficobiontes de algas verdes. Concluyeron su artículo afirmando: 'Diferencias menores en la reacción amiloide del ápice de ascos visto con el microscopio óptico no son, en nuestra opinión, una base sólida para la delimitación de familias en ascomicetos liquenizados como ha sugerido Hafellner (1984).'.
La clasificación de estos géneros fue durante algún tiempo un tema de controversia. En un taller de investigación avanzada sobre la sistemática de los ascomicetos realizado en 1993, Hafellner se opuso a la ubicación de estos géneros en las Lichinaceae, afirmando que 'las Harpidiaceae claramente tienen características de un hongo lecanoraleo que las separan de las Lichinaceae'. Si se permite esta cantidad de variación en la estructura del asco, no hay razón para no incluir las Lichinaceae en las Lecanorales'. Christoph Scheidegger y Matthias Schultz propusieron restablecer Harpidiaceae en una publicación de 2004, basándose en datos preliminares de secuencias de ADN que sugerían su distinción filogenética. Varios autores posteriores aún no aceptaron la familia, y continuaron incluyendo los géneros Harpidium y Euopsis en Lichinaceae.
En una versión corregida y modificada de la 'clasificación de hongos liquenizados en Ascomycota y Basidiomycota de 2016', se agregó Harpidiaceae como Pezizomycotina incertae sedis. Para respaldar esta decisión, los autores mencionaron dos secuencias nuSSU para Harpidium y Euopsis, disponibles en Genbank, pero, en el momento de la publicación, sin una filogenia publicada. En su propio análisis (no publicado), se demostró que los géneros estaban estrechamente relacionados y 'formaban un clado aparentemente no anidado dentro de Lichinomycetes o cualquier otra clase conocida en Ascomycota'. Esta clasificación, con una Harpidiaceae distinta, se ha mantenido en revisiones posteriores publicadas de la clasificación de hongos en 2020 y 2021.

## Descripción
Los líquenes de la familia Harpidiaceae tienen una forma de talo crustoso que crece sobre rocas no calcáreas. Es homoiomera, lo que significa que las algas se distribuyen uniformemente por todo el talo. Los apotecios están hundidos, y bordeados por el talo, con un excípulo propio apenas desarrollado (un margen alrededor del apotecio, sin algas). Los ascos tienen un tolo amiloide (una región apical engrosada). Las ascósporas son ocho por asco y son incoloras, de paredes delgadas y con forma de media luna.

## Géneros y especies
- Euopsis Nyl. (1875)[12]

- Euopsis granatina
- Euopsis pulvinata

- Harpidium Körb. (1855)[13]

- Harpidium gavilaniae
- Harpidium nashii
- Harpidium rutilans